# Legenda kroczącej śmierci
Legenda kroczącej śmierci (ang. The Legend of Deathwalker) – powieść fantasy brytyjskiego pisarza Davida Gemmella. Wydana w 1996 roku.
Książka była siódmą powieścią wydaną w ramach Sagi Drenajów. Biorąc jednak pod uwagę chronologie świata powieści, jest piąta w kolejności.
W Polsce została wydana w 2001 roku nakładem wydawnictwa Zysk i S-ka w przekładzie Zbigniewa A. Królickiego. Pierwsze polskie wydanie miało 390 stron (ISBN 83-7150-931-X). Okładkę zaprojektował Mike Posen. Brak informacji co do wznowienia książki przez wydawnictwo Mystery.